# La Présentation de Marie au Temple (Titien)

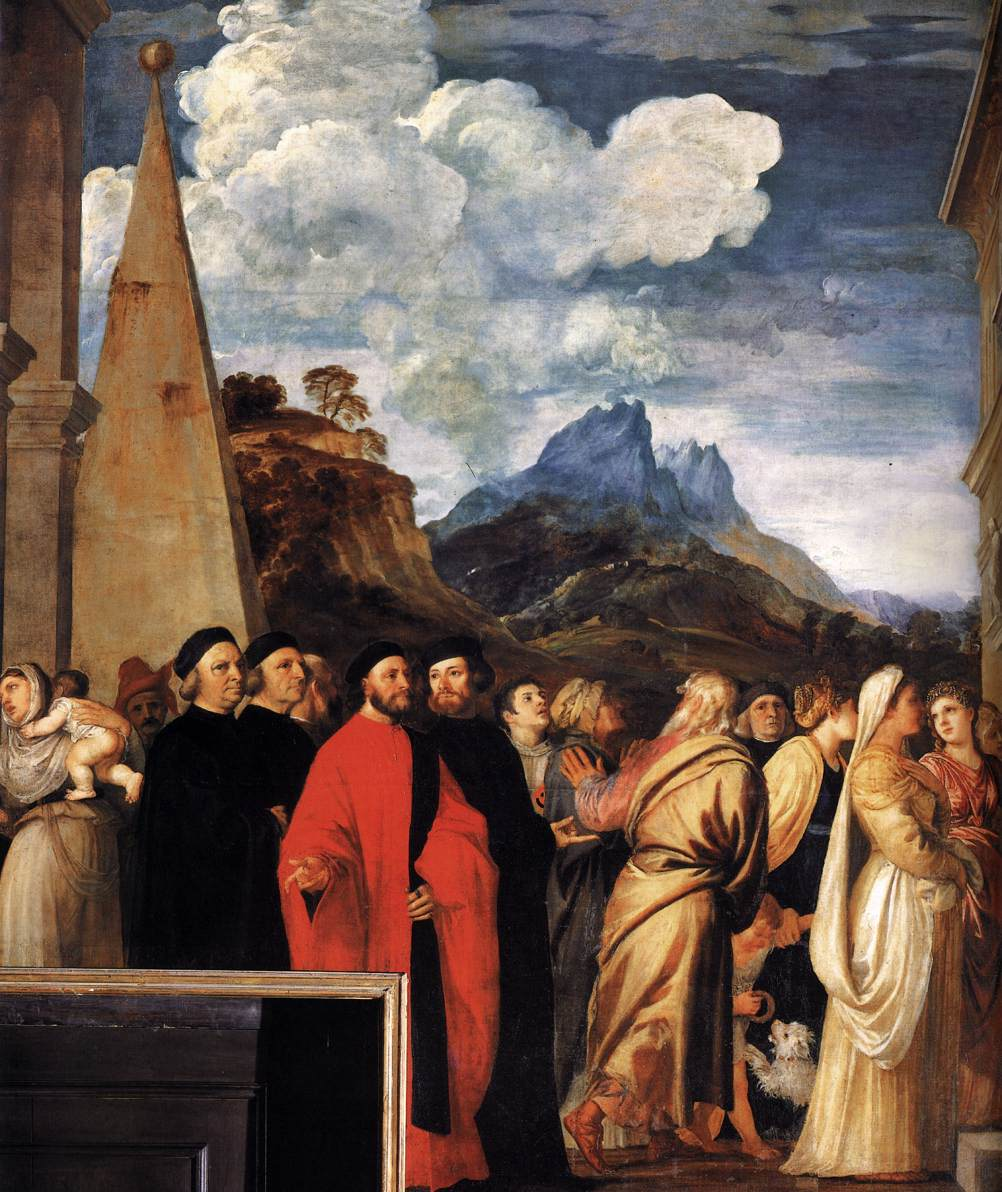
Détail

Pour la fête chrétienne, voir La Présentation de Marie au Temple.
La Présentation de Marie  au Temple (en italien : Presentazione di Maria al Tempio) est une peinture à l'huile sur toile (335 × 775 cm) du Titien, datée de 1534-1538 et conservée aux Gallerie dell'Accademia de Venise. C'est une toile monumentale conservée à son emplacement d'origine, dans la salle de la Scuola Grande di Santa Maria della Carita qui fait désormais partie du musée.

## Histoire
La peinture est adaptée à la forme de la paroi, comme le montre la découpe dans la zone inférieure à la droite, tandis que celle de gauche est postérieure, en raison de l'ouverture d'une seconde porte, avant 1664. Elle est la seule toile monumentale à caractère narratif du Titien.

## Sujet
La Présentation de Marie au Temple est décrite dans le Protévangile de Jacques (chapitre VII). Selon ce texte apocryphe, Marie aurait été présentée au Temple de Jérusalem par ses parents à l'âge de trois ans. Elle y est reçue par le « prince des prêtres » et ne se retourne pas vers ses parents.

## Description et style
La scène s'organise majestueusement avec cadre d’architecture classique, d’après des études de Sebastiano Serlio, des constructions de Jacopo Sansovino et les compositions des décors de l'époque. À gauche, se trouve un grand portique vu en perspective et qui conduit le regard du spectateur dans la profondeur, où se succèdent une pyramide et, plus au loin, des falaises et des montagnes. À droite, la montée de l’escalier de Marie enfant est représentée de façon spectaculaire du bas vers le haut jusqu’à l’entrée du Temple, où attendent un grand prêtre, un homme dont la robe rappelle celle d’un cardinal, un vieillard avec une canne, vêtu de noir, et un jeune serviteur. La figure de Marie, entourée d’une auréole lumineuse, est également soulignée par l’architecture, se trouvant dans le prolongement de la rangée de colonnes de l’immeuble à sa gauche. Beaucoup de gens se pressent aux fenêtres et aux balcons pour assister à l’événement, et beaucoup plus encore s’attroupent en rue, entre les bâtiments. Parmi ceux-ci, on peut reconnaitre un certain nombre de personnages contemporains, les frères de l’École, parmi lesquels Carlo Ridolfi, en tête du groupe, Andrea de Franceschi, habillé de rouge ducal, et Lazzaro Crasso. Au premier plan, divers éléments qui remplissent la composition, donnent à l’artiste l’occasion de montrer davantage son talent, en présentant certains thèmes alors en vogue, comme le torse classique (le buste Farnese), ou la vieille femme vendant des œufs et qui se retourne, ressemblant ainsi à la sibylle de Cumes de Michel-Ange.
La palette est très riche et d'une tonalité brillante avec un contraste efficace entre les couleurs chaudes de la ville et celles froides du paysage.
René Huyghe cite le tableau du Titien, comme contenant la géométrie du nombre d'or.

## Postérité
La peinture fait partie du musée imaginaire de l'historien français Paul Veyne, qui le décrit dans son ouvrage justement intitulé Mon musée imaginaire. Elle relève également « 105 œuvres décisives de la peinture occidentale » constituant celui de Michel Butor.

## Source
- (it) Cet article est partiellement ou en totalité issu de l’article de Wikipédia en italien intitulé « Presentazione di Maria al Tempio (Tiziano) » (voir la liste des auteurs).